# Коддл
Коддл (Дублін коддл) (ірл. Cadal (Cadal Bhaile Átha Cliath), англ. Coddle (Dublin coddle)) — традиційна ірландська страва. Основними інгредієнтами цієї страви є свинячі сосиски, тонко нарізаний бекон, картопля та цибуля. За старою традицією коддл іноді готують з ячменем, морквою, ріпою.
Для приготування цієї страви спочатку варять сосиски та бекон. У неглибоку каструлю викладають шарами зварені сосиски з беконом та овочі (картопля, цибуля), заливають бульйоном і тушкують до готовності овочів. З приправ для цієї страви використовується тільки сіль та перець, але іноді додають трохи свіжої петрушки.